# Nina Arsenault

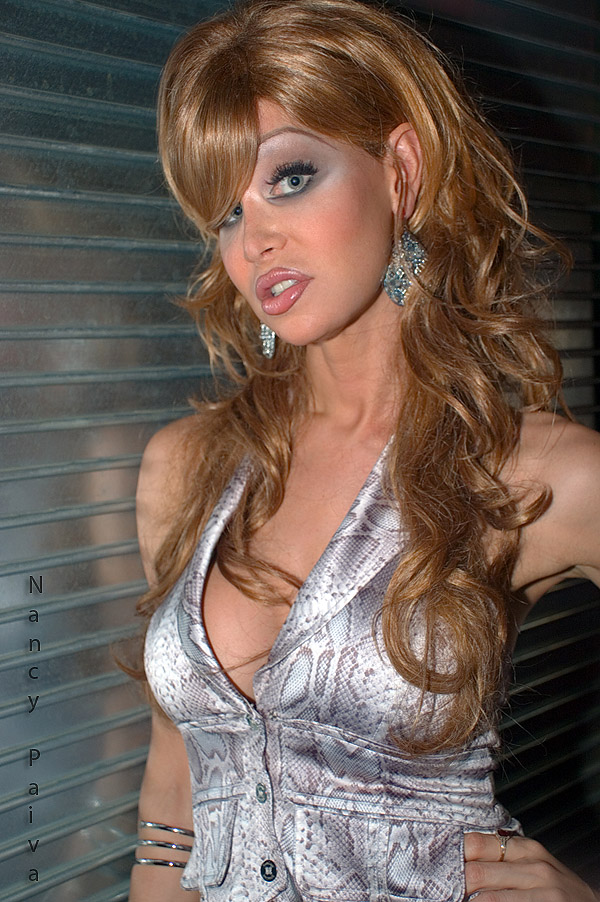
Nina Arsenault (2007)

Nina Arsenault (* 20. Januar 1974 in Beamsville, Ontario) ist eine kanadische Performancekünstlerin, Journalistin und ehemalige Prostituierte. 

## Leben und Werk
Arsenault wuchs in einem Wohnwagenpark in Beamsville, Ontario auf. Sie hat zwei Master-Abschlüsse. Zeitweilig arbeitete sie an der York University als Dozentin für  Schauspiel.
Arsenault erkannte im August 1996, dass sie eine Transfrau ist. Sie begann eine Geschlechtsangleichung, die sie mit der Arbeit als Webcam-Darstellerin, Stripperin und Prostituierte finanzierte.
Bis 2007 schrieb Arsenault beim Torontoer LGBT-Magazin fab eine Kolumne, in der sie sich zu Transgender-Themen äußerte.
Arsenault hatte Auftritte in den Fernsehserien Train 48 und KinK, wie auch in dem Fernsehfilm Soldier's Girl. In The Jon Dore Television Show hatte sie einen Auftritt in der Episode Manly Man.
Im November 2007 trat Arsenault in dem Einakter Ladylike auf. Die von ihr geschriebene Show The Silicone Diaries, mit der sie durch Kanada tourte, wurde von der Kritik gelobt. 2010 trat sie in dem autobiographischen Stück i was Barbie auf.
Im Rahmen der Performance 40 Days and 40 Nights suchte Arsenault 2012 40 Tage lang nach spirituellen Erlebnissen, wobei die letzten elf Tage der Öffentlichkeit zugänglich waren. Unter anderem peitschte sie sich selbst aus, während sie auf einem Heimtrainer saß. 2013 lebte sie während der Performance Lillex fünf Tage lang zusammen mit der Künstlerin Poppy Jackson in einer großen weißen Kiste mit Fenstern, die der Öffentlichkeit Einblicke gewährten. Im gleichen Jahr ging sie mit der neuseeländischen Performancegruppe MAU auf Welttournee. Unter der Leitung von Lemi Ponifasio wirkte sie in dem Stück The Crimson House mit.
Im Bereich Foto- und Videokunst arbeitete Arsenault mit Künstlern wie Bruce LaBruce, John Greyson, Jordan Tannahill und Istvan Kantor zusammen. Die Werke wurden unter anderem im Museum of Contemporary Canadian Art und an der New York University gezeigt.
Arsenault war regelmäßig Gastrednerin an nordamerikanischen Universitäten und auf Konferenzen wie Moses Znaimers Ideacity. Bei verschiedenen Organisationen warb sie für die Rechte von Transmenschen.
Arsenaults Begegnung mit Tommy Lee, der zunächst Interesse an ihr zeigte, aber die Flucht ergriff, als er von ihrer Transsexualität erfuhr, fand in den Medien Beachtung. 2012 gab Arsenault bekannt, zehn Jahre zuvor mit Luka Magnotta eine Affäre gehabt zu haben.
Im Februar 2019 schrieb Arsenault auf ihrer Facebook-Seite, dass ihr Computer gehackt worden und sie obdachlos sei.